# Anelassorhynchus abyssalis
Anelassorhynchus abyssalis är en djurart som tillhör fylumet skedmaskar, och som beskrevs av Fisher, W.K. 1949. Anelassorhynchus abyssalis ingår i släktet Anelassorhynchus och familjen Echiuridae. Inga underarter finns listade i Catalogue of Life.